# Marina Radu
Marina Radu, född 5 september 1984 i Montréal, är en kanadensisk vattenpolospelare. Hon tog VM-silver i samband med världsmästerskapen i simsport 2009 i Rom.
Radu tog silver i damernas vattenpoloturnering i samband med panamerikanska spelen 2007 i Rio de Janeiro och på nytt i samband med panamerikanska spelen 2011 i Guadalajara.